# Pirates contra ninges
Pirates contra ninges és un fenomen d'Internet principalment de tipus humorístic, que especula sobre una possible confrontació entre pirates i ninges, la qual no s'ha referit que hagi succeït mai. Aquest fenomen s'ha tractat en multitud de webs, blocs
i articles d'Internet, i normalment els seus autors, es posicionen en un o d'altre bàndol. Aquest fenomen, fins i tot ha inspirat un videojoc per a XBOX i Wii i d'altres d'estil defensa de torres la majoría d'ells gratuïts.
Com molts fenòmens d'Internet, té un origen confús, però la seva popularitat és deguda al fet que tant els ninges com els pirates tenen unes característiques molt atractives: són lluitadors, estan fora o per sobre de la llei, vesteixen de manera característica, entre d'altres.
Els defensors del bàndol ninja, el declaren vencedor degut a les seva superioritat física, mental i habilitat amb les arts marcials. Per contra, els defensors dels pirates els situen vencedors en aquesta hipotètica confrontació gràcies a la seva capacitat de fer servir tant armes de foc com espases i la seva brutalitat física.

### Esdeveniments i Celebracions Relacionats amb Pirates contra Ninges
Els esdeveniments i celebracions inspirats en la rivalitat entre pirates i ninges han esdevingut una part de la cultura popular, amb activitats tant en línia com presencials. A convencions com la Comic-Con International, aquesta temàtica es materialitza en competicions de disfresses i debats humorístics entre partidaris d'ambdós bàndols. Esdeveniments com el Dia Internacional de Parlar com un Pirata (19 de setembre) també han incorporat referències als ninges, fomentant activitats creatives i competicions lúdiques entre aquests dos arquetips. Festivals com el Dragon Con sovint organitzen tornejos de cosplay i reptes que enfronten pirates i ninges com a part de les seves activitats temàtiques.